# Флаг Дагестана
Флаг Республики Дагестан является государственным символом Республики Дагестан Российской Федерации.

## Цвета флага
Цвета флага Республики Дагестан «О Государственном флаге Республики Дагестан» от 19 ноября 2003 г. № 27.
| Цвета | Зелёный  | Синий    | Красный   |
| ----- | -------- | -------- | --------- |
| RGB   | 0-147-73 | 0-57-166 | 213-43-30 |
| HTML  | #009349  | #0039A6  | #D52B1E   |

## Символика
Зелёный олицетворяет жизнь, изобилие дагестанской земли и одновременно выступает как традиционный цвет ислама (верующие дагестанцы — в большинстве мусульмане-сунниты). Голубой (синий) — цвет моря (восточную часть республики омывает Каспийское море), символизирует красоту и величие дагестанского народа. Красный означает демократию, просветительскую силу человеческого разума в процессе созидания жизни, мужество и храбрость населения Страны гор (Дагестана).

### Северо-Кавказский имамат

Флаг Северо-Кавказского имамата (1829—1859 гг.)

## История

### Северо-Кавказский эмират

Флаг Северо-Кавказского эмирата (1919—1920 гг.)

Во времена Российской империи большая часть Чечни вместе с Грозным входили в состав Терской области и своей символики не имели.
В сентябре 1919 года в чеченском ауле Ведено имам Узун-Хаджи провозгласил независимость Северного Кавказа и создание Северо-Кавказского эмирата. В своё государство, не имевшее чётких границ, Узун-Хаджи включил горные районы Дагестана, горную Чечню и часть Ингушетии. Эмират был создан как шариатская монархия под протекторатом Османской империи.

Флаг Северо-Кавказского эмирата представлял собой зелёное полотнище с белыми полумесяцем и тремя звёздами над ним. Отношение длины полотнища флага к его ширине на изображениях близко к 2:1.

Флаг Дагестанской АССР 1925 г.

### 1925

Флаг Дагестанской АССР 1927 г.

### 1927

Флаг Дагестанской АССР 1954—1991 гг.

Флаг Дагестанской ССР, затем Дагестана 1991—1994 гг.

В Конституции ДАССР 1927 г. содержалось описание торгового и военного флага республики. Он состоял из полотнища красного (алого) цвета, в левом углу которого у древка наверху были помещены золотые буквы: «Дагестанская Автономная Советская Социалистическая республика»

### 1937
По Конституции ДАССР 1937 г. Государственным флагом республики являлся Государственный флаг РСФСР, состоявший из красного полотнища со светло-синей полосой у древка во всю ширину фланга. В левом углу красного полотнища были изображены серп и молот и над ними пятиконечная звезда, обрамленная золотой каймой. Над серпом и молотом была помещена надпись золотыми буквами «ДАССР» на русском, аварском, кумыкском, лезгинском, азербайджанском, лакском, татском, табасаранском языках.

### 1954

Флаг Дагестана в 1994-2003 гг.

### 1978
VIII сессия Верховного Совета ДАССР IX созыва приняла 30 мая 1978 года новую Конституцию. В целом и флаг и герб остались без изменений, но были изменены языки надписей, их стало 11: русский, аварский, азербайджанский, даргинский, кумыкский, лакский, лезгинский, ногайский, табасаранский, татский и чеченский.

### 1994
Флаг Республики Дагестан представляет собой прямоугольное полотнище, состоящее из горизонтальных зелёной, голубой и красной полос; отношение ширины к длине 1:2

### Современный вариант
Текущий вариант флага введен 19.11.2003 г. законом № 27 «О Государственном Флаге Республики Дагестан».
Флаг Республики Дагестан представляет собой прямоугольное полотнище из трёх равновеликих горизонтальных полос: верхней — зелёного, средней — синего и нижней — красного цвета. Отношение ширины флага к его длине — 2:3

## Приспущения флага
21 мая 1998 года при захвате здания Госсовета Дагестана сторонниками Хачилаевых флаги России и Дагестана были сняты, вместо них повесили зелёное исламское знамя.
5 мая 2012 года флаги Дагестана и России были приспущены во всех городах и районах Дагестана в случае траура над жертвами двойного теракта на посту в Махачкале, где погибли 15 человек и свыше ста были ранены.

## Рекорд
В ноябре 2014 года в Махачкале были развернуты флаги Российской Федерации и Республики Дагестан. Их размер составил 27 метров в ширину и 40 метров в длину. Развёртывание флага, в котором участвовали 250 молодых людей, должно было войти в Книгу рекордов Гиннеса как самая массовая развёртка флага, участие в которой приняло самое большое количество молодых людей.

## Галерея

Флаг Северо-Кавказского имамата
Флаг Горской республики
Флаг дагестанской зарубежной оппозиции

## Флаги муниципальных образований
На 1 января 2020 года в Республике Дагестан насчитывалось 761 муниципальное образование: 9 городских округов, 1 городской округ с внутригородским делением, 3 внутригородских района, 41 муниципальный район, 7 городских поселений и 700 сельских поселений.

### Флаги городских округов
| Флаг | Официальное название                           | Дата утверждения | Номер в ГГР |
| ---- | ---------------------------------------------- | ---------------- | ----------- |
|      | Флаг городского округа «Город Махачкала»       | 15 декабря 2006  | 2785        |
|      | Флаг муниципального образования «Город Кизляр» |                  |             |

| Флаг | Официальное название                             | Дата утверждения | Номер в ГГР |
| ---- | ------------------------------------------------ | ---------------- | ----------- |
|      | Флаг муниципального образования «Город Хасавюрт» | 24 апреля 2017   | 11365       |

### Флаги муниципальных районов
| Флаг | Официальное название                                   | Дата утверждения | Номер в ГГР |
| ---- | ------------------------------------------------------ | ---------------- | ----------- |
|      | Флаг муниципального образования «Гунибский район»      | 29 января 2013   | 8335        |
|      | Флаг муниципального образования «Дахадаевский район»   | 30 марта 2009    |             |
|      | Флаг муниципального образования «Дербентский район»    | 5 апреля 2021    |             |
|      | Флаг муниципального образования «Докузпаринский район» | 4 декабря 2018   | 12108       |
|      | Флаг муниципального образования «Кулинский район»      | 16 июня 2011     | 7162        |

| Флаг | Официальное название                                       | Дата утверждения | Номер в ГГР |
| ---- | ---------------------------------------------------------- | ---------------- | ----------- |
|      | Флаг муниципального образования «Лакский район»            | 25 декабря 2012  | 8132        |
|      | Флаг муниципального образования «Магарамкентский район»    | 24 марта 2020    | 12972       |
|      | Флаг муниципального образования «Сулейман-Стальский район» | 30 мая 2019      | 12417       |
|      | Флаг муниципального образования «Тарумовский район»        |                  |             |

### Флаги сельских поселений
| Флаг | Официальное название                                                           | Дата утверждения | Номер в ГГР |
| ---- | ------------------------------------------------------------------------------ | ---------------- | ----------- |
|      | Флаг муниципального образования «сельсовет «Арадирихский» Гумбетовского района | 2 июня 2016      |             |